# Boto-Pasi
Boto-Pasi este un oraș din Surinam.